# Goddess of the Night
Goddess of the Night è una nave da crociera, precedentemente nota come Costa Magica, allora in servizio con la compagnia italiana Costa Crociere dal suo completamento iniziale, nell’ottobre 2004, al suo passaggio alla compagnia greco-cipriota Seajets, l'8 febbraio 2023. La nave è rimasta fuori servizio dal 2020. Secondo alcune fonti, la nave dovrebbe entrare in servizio con brevi tratte tra la Turchia e la Grecia. 

## Storia
La nave, gemella di Costa Fortuna è stata varata il 14 novembre del 2003 dalla Fincantieri presso lo stabilimento di Sestri Ponente venendo battezzata il 6 novembre del 2004 in Spagna, a Barcellona, con l'attrice spagnola Paz Vega a farle da madrina. Al tempo era la nave più grande della flotta.
Nel 2020 vi sono stati identificati diversi casi positivi al Covid 19, il quale stava circolando tra la popolazione. La nave si trovava ai Caraibi perché stava effettuando crociere in quella zona. Dopo un periodo di attesa i passeggeri non contagiati dal Covid sono stati fatti sbarcare in delle città vicine mentre quelli ancora positivi sono sbarcati con un'attesa maggiore. Dopo la fine delle procedure di sbarco dei passeggeri la nave dai Caraibi si è diretta verso Ancona per procedere per lo sbarco dei membri dell'equipaggio, i quali non erano positivi al Covid. Dopo un piccolo periodo passato ad Ancona la nave è stata trasferita al porto di Brindisi dove ci è rimasta per diversi mesi fino a metà del 2022 quando è partita a volta delle isole Greche con il trasferimento a Seajets. 
Il 23 giugno 2021 venne annunciato che a metà del 2022 Costa Magica avrebbe lasciato la flotta di Costa Crociere passando a quella di Carnival Cruise Line dopo alcuni interventi di rinnovo in bacino di carenaggio a Marsiglia. Successivamente, con un comunicato del 14 giugno 2022, Carnival Cruise Line annunciò invece che a passare alla sua flotta a novembre sarebbe stata Costa Luminosa, mentre Costa Magica sarebbe rimasta in Costa Crociere. La nave però in tutto questo rimase fuori servizio con Costa e non iniziò più a operare come ribadito dalla compagnia. Nel 2021 infatti erano stati diffusi da costa dei manifesti con l'annuncio che la nave sarebbe rientrata in servizio e avrebbe fatto tappa a Malta, ma rimase fuori servizio attraccata a Brindisi e poi in altre città della Grecia. Ad aprile 2022 la nave venne parzialmente ammodernata internamente presso il cantiere navale di Marsiglia.
L’8 febbraio 2023, Costa Crociere annunciò la vendita della nave alla Seajets che la rinominò Mykonos Magic.
Dopo un lungo periodo di disarmo, a febbraio 2024 è stata diffusa la notizia che la nave sarebbe stata destinata ad una collaborazione tra Seajets e un'altra compagnia turca, la neonata Neonyx Cruises, sotto il nome Goddess of the Night.
Nel mese di aprile 2024 la nave, in disarmo da oltre quattro anni, e più di un anno e mezzo passato nel porto di Eleusi, è stata portata in bacino di carenaggio a Biga, in Turchia, dove è stata sottoposta a lavori di pulizia e tinteggiatura della carena. La nuova livrea è per metà nera e in prossimità della prua vi è una stilizzazione della Venere di Milo. Anche internamente ed esternamente ha subito dei cambiamenti ad esempio la rimozione delle 2 vasche idromassaggio a centro nave e anche la rimozione del tendone di protezione del palco esterno. Ancora Neonyx non ha ribadito di voler completamente rivoluzionare l’arredamento interno.

### Avvenimenti del G7 2024
L'entrata in servizio come Goddess of the Night sarebbe dovuta avvenire l'8 giugno 2024. Il 4 giugno 2024 viene annunciato che la nave sarà noleggiata dal Ministero dell'interno alla cifra di 6,5 milioni di euro per poter ospitare il personale militare presente a Brindisi in occasione del G7 di Borgo Egnazia, facendo dunque slittare l'entrata in servizio della nave per Neonyx Cruises. 
Dopo l'arrivo della nave nel porto della città salentina però, sono stati riscontrati numerosissimi disagi ed evidenti problematiche strutturali e idriche delle cabine, nella maggior parte delle quali vi erano infiltrazioni e perdite di acqua. Oltre ciò è stato sin da subito evidente che le condizioni igieniche a bordo fossero piuttosto precarie, forse proprio a causa dell'inattività della nave per quattro anni, a seguito della Pandemia di COVID-19.
Il 12 giugno 2024, dopo molteplici proteste da parte dei sindacati, che avrebbero definito le condizioni a bordo fatiscenti date le gravi criticità igienico-sanitarie, la procura di Brindisi ha disposto il sequestro probatorio dell'imbarcazione.
La sera del 29 giugno 2024, la nave, ha lasciato il porto di Brindisi dirigendosi in Grecia.
Non è noto, al momento, se la nave potrà effettuare o meno la sua crociera inaugurale prevista per il 15 luglio 2024.
Il G7 ha compromesso tutti i piani della compagnia Neonyx che farà slittare il viaggio inaugurale ad estate 2025.

## Caratteristiche
Il filo conduttore dell'arredamento è la magia dell'Italia che si manifesta con le immagini di alcuni tra i luoghi più belli come la Costa Smeralda, Ostia, Positano, Portofino, Palinuro, la Sicilia, Isola Bella, Spoleto, Capri, Grado, Vicenza, Capo Colonna e Bressanone.
Dispone di 1 358 cabine totali, di cui ben 464 con balcone privato e 58 suite, tutte con balcone privato. Inoltre offre 4 ristoranti, 11 bar, 4 piscine di cui una con copertura semovente e un acquascivolo a torsione, 6 vasche idromassaggio, percorso jogging esterno, centro benessere, il Teatro Urbino, un casinò, una discoteca, l'internet point, una biblioteca, un centro commerciale e lo Squok Club con la piscina per bambini e poi una gelateria aggiunta nel restyling del 2017

### I Ponti diCosta Magica
I suoi 13 ponti passeggeri sono, dedicati ai grandi pittori italiani:
- Ponte 1: Giorgione
  - cabine ospiti
- Ponte 2: Tintoretto
  - cabine ospiti
- Ponte 3: Raffaello
  - Teatro Urbino, a prua
  - Atrio Italia Magica, a centro nave
  - Ristorante Portofino, a centro nave
  - Ristorante Costa Smeralda, a poppa
- Ponte 4: Michelangelo
  - Teatro Urbino, a prua
  - Ristorante Portofino, a centro nave
  - Ristorante Costa Smeralda, a poppa
- Ponte 5: Leonardo
  - Teatro Urbino, a prua
  - Grand Bar Salento, a centro nave
  - Salone Capri, a poppa
- Ponte 6: Caravaggio
  - cabine ospiti

- Ponte 7: Perugino
  - cabine ospiti
- Ponte 8: Veronese
  - cabine ospiti
- Ponte 9: Giotto
  - cabine ospiti
  - Lido Maratea, a centro nave
  - Ristorante Buffet Bellagio, a centro nave
  - Lido Positano, a poppa
- Ponte 10: Tiziano
  - cabine ospiti
  - Lido Palinuro, a centro nave
- Ponte 11: Tiepolo
  - Club Salute Saturnia, a prua
  - cabine ospiti
  - Ristorante Club Vicenza, a centro nave
- Ponte 12: Mantegna
  - Squok Club, a centro nave
- Ponte 14: Canaletto

## Navi gemelle
- Costa Fortuna
- Carnival Sunrise (già Carnival Triumph)
- Carnival Radiance (già Carnival Victory)
- Carnival Sunshine (già Carnival Destiny)

## Galleria d'immagini

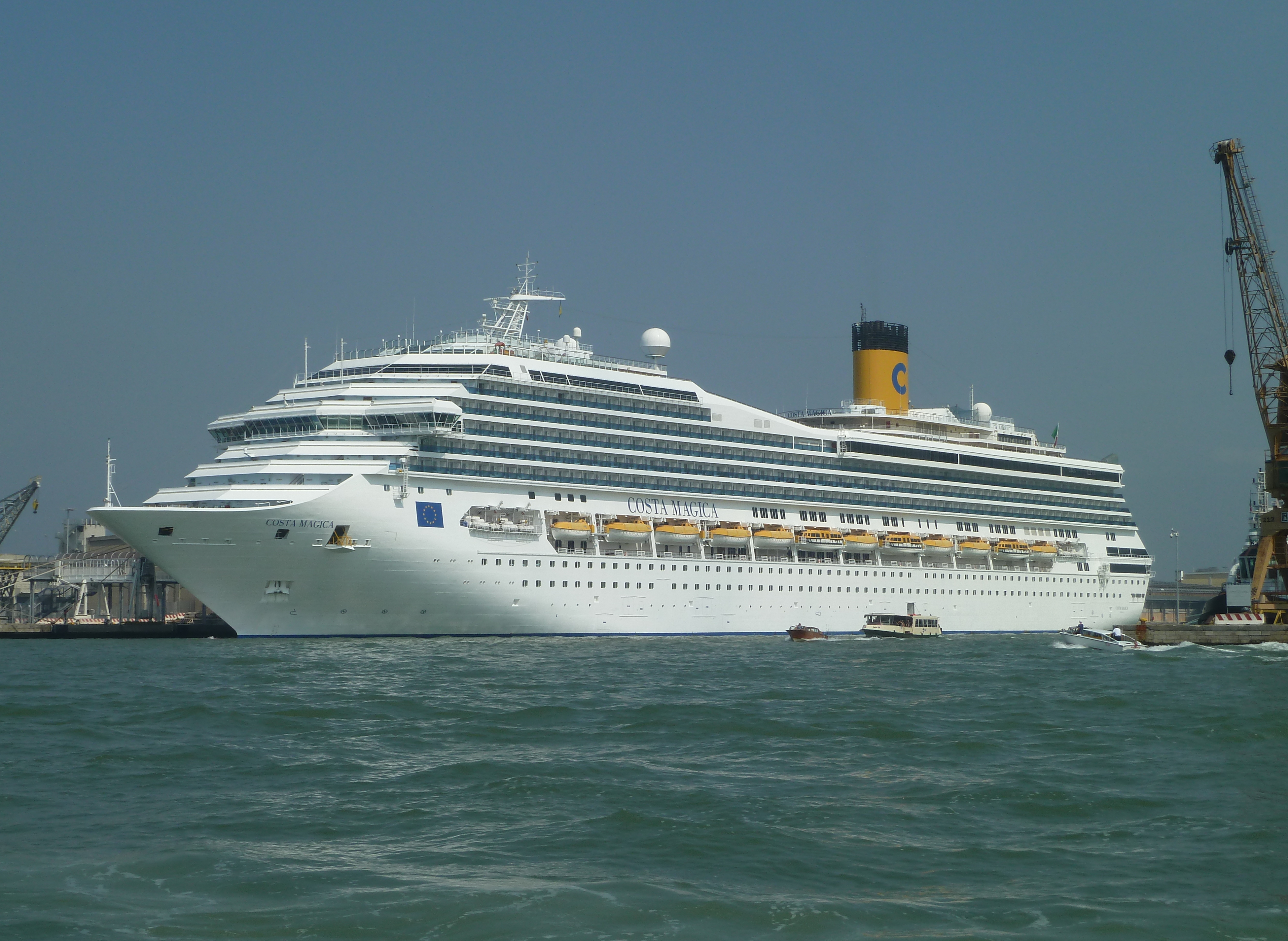
Costa Magica a Venezia con la vecchia livrea
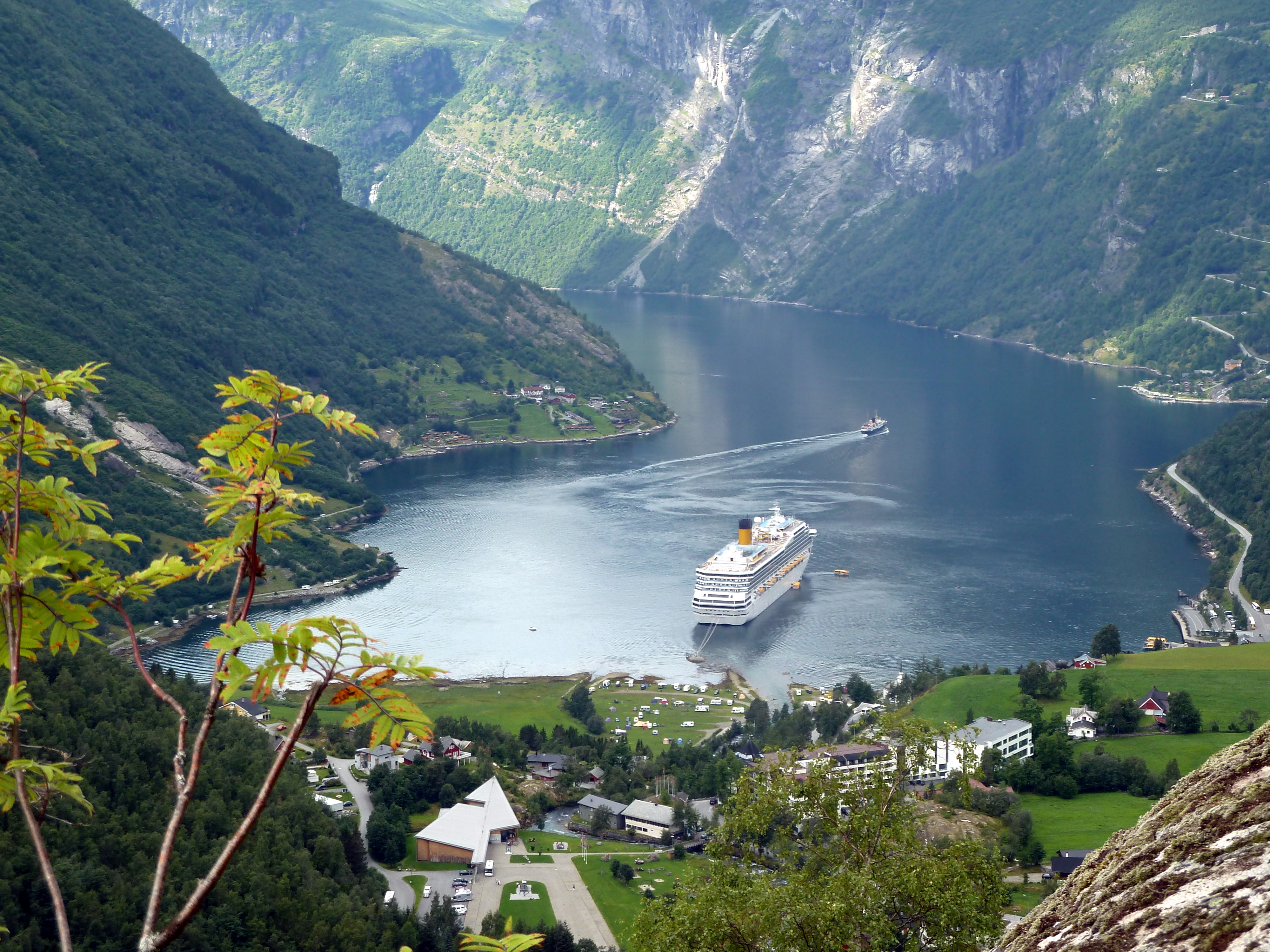
La nave nei fiordi
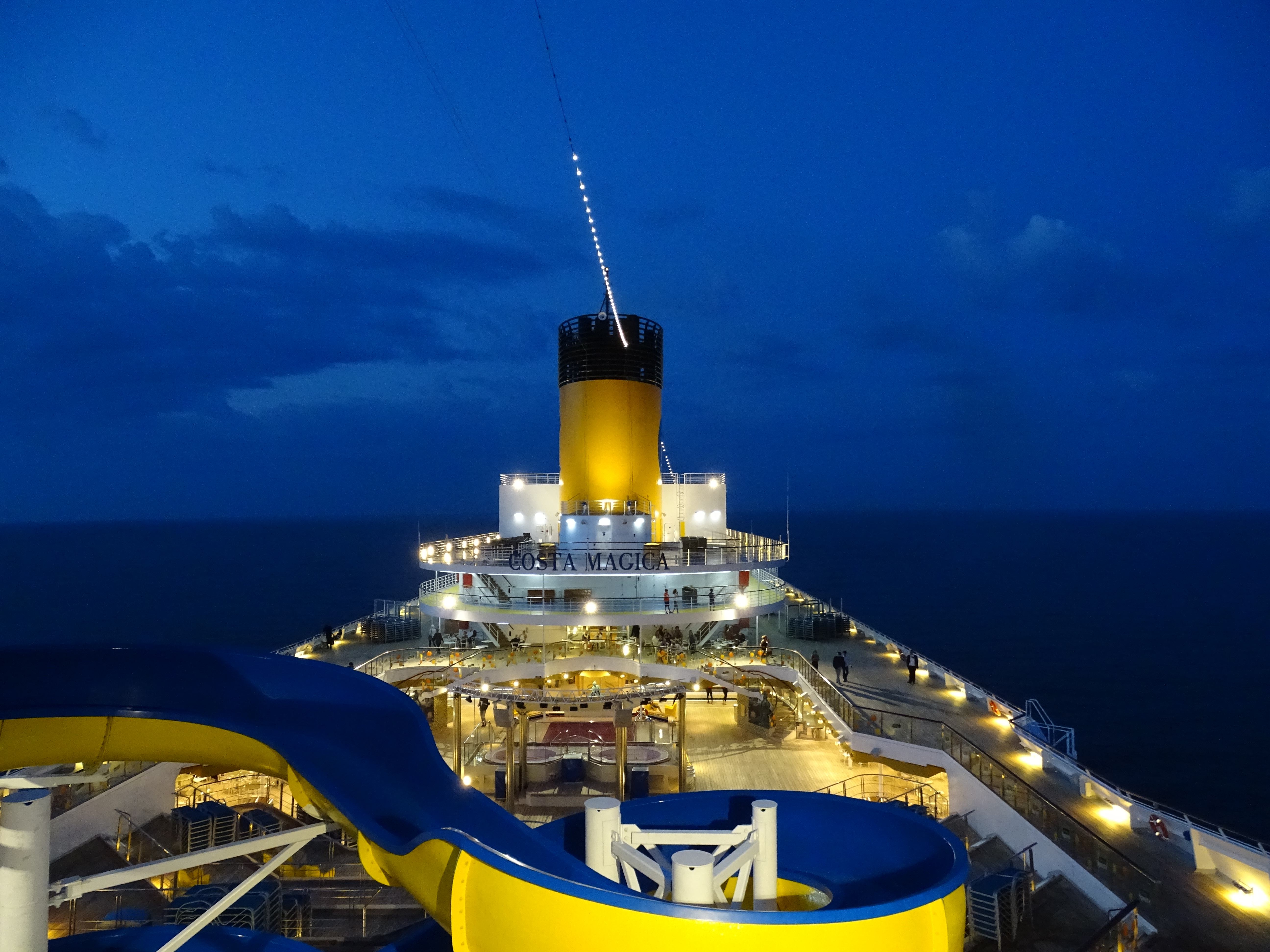
Vista dei ponti esterni in notturna